# Jens Høvsgaard
Jens Høvsgaard (født 1956) er en dansk journalist og forfatter.
Han er uddannet på Danmarks Journalisthøjskole og har været ansat på Nordisk Film, Kanal 2, TvDanmark og Radio24syv. Siden 2005 har han også drevet eget firma Bylant Film & TV samt været optaget af at dokumentere problematikken om kvindehandel. For en artikelserie om kvindehandel blev han i december 2006 nomineret til Cavlingprisen. I 2010 blev han hædret med HopeNow prisen for sit arbejde med at dokumentere kvindehandel, og i 2012 blev han udnævnt til Årets Republikaner af Den Republikanske Grundlovsbevægelse med baggrund i den kongehuskritiske debatbog Det koster et kongerige. Jens Høvsgaard er en meget benyttet foredragsholder og optræder også som ordstyrer/moderator ved konferencer og i paneldiskussioner.[kilde mangler]